# Mirko Pantkowski
Mirko Pantkowski (* 26. Mai 1998 in Kassel) ist ein deutscher Eishockeytorwart, der seit Juli 2025 bei den Löwen Frankfurt aus der Deutschen Eishockey Liga (DEL) unter Vertrag steht. Zuvor war Pantkowski bereits für die Adler Mannheim, Düsseldorfer EG und Kölner Haie in der DEL aktiv.

## Karriere
Pantkowski verbrachte seine Juniorenzeit in der Jugendabteilung der Kassel Huskies, dem Eishockeyverein aus seiner Geburtsstadt. Für die Young Huskies der Eishockey Jugend Kassel stand der Torwart bereits als Zwölfjähriger in der U16-Mannschaft auf dem Eis. Mit der Mannschaft spielte er in den folgenden vier Jahren ab der Saison 2010/11 in der Schüler-Bundesliga. Parallel kam er ab der Spielzeit 2012/13 auch in der Jugend-Bundesliga-Mannschaft zu Einsatzminuten. Insbesondere in seiner letzten Saison überzeugte Pankowski in der Schüler-Bundesliga mit einem Gegentorschnitt von 1,23 und nur einer Niederlage bei 15 Spielen. Für seine Leistungen wurde der 15-Jährige mit einem 20-minütigen Kurzeinsatz in der Kasseler Profimannschaft im Verlauf der Playoffs 2014 der drittklassigen Oberliga belohnt.

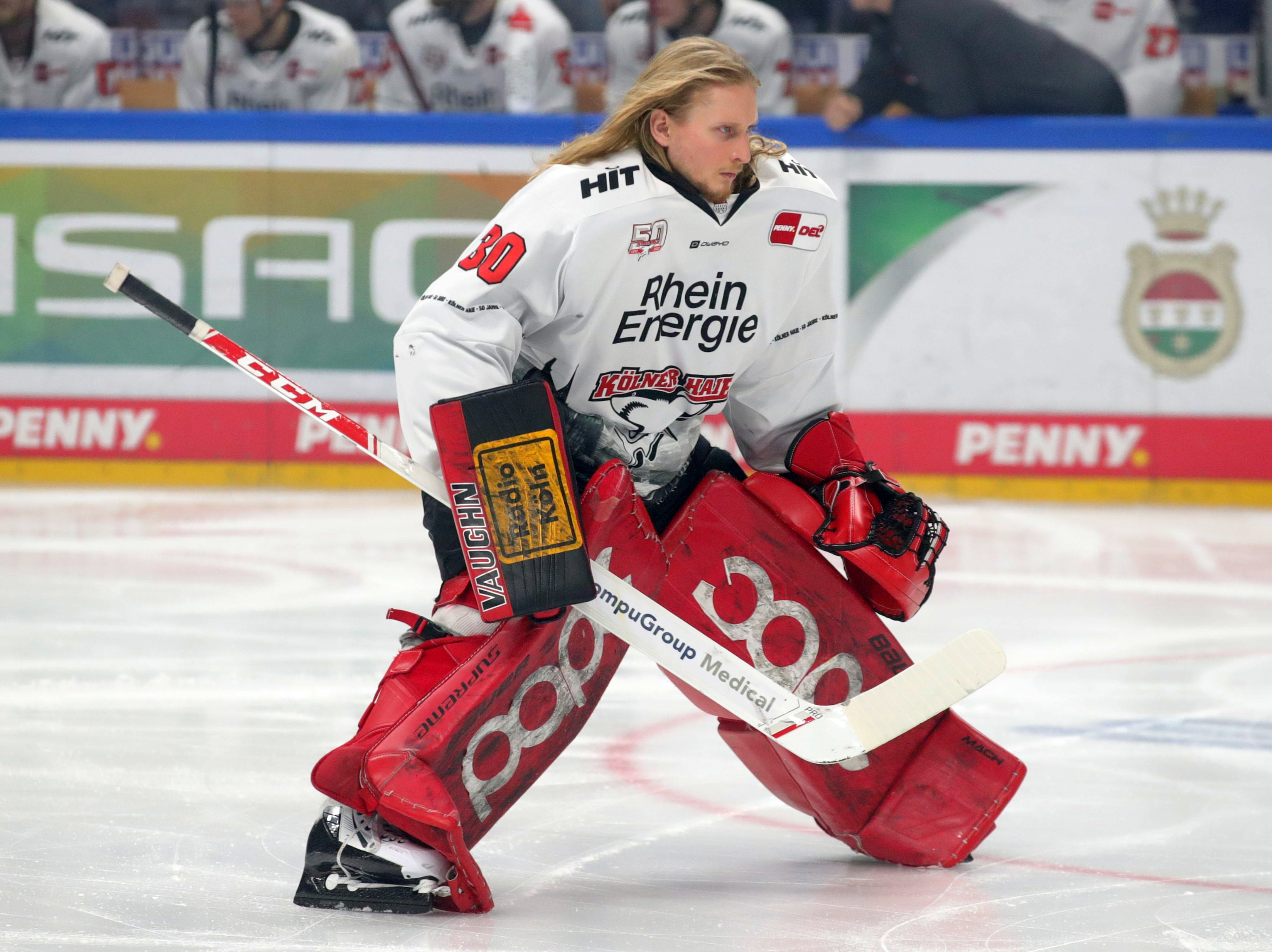
Pantkowski im Trikot der Kölner Haie (2023)

Um eine bessere Förderung zu erhalten, wechselte das Talent im Sommer 2014 in das Nachwuchsleistungszentrum der Adler Mannheim. Für deren Juniorenteams stand Pantkowski in den folgenden zwei Jahren im Tor der U19-Mannschaft in der Deutschen Nachwuchsliga (DNL). Mit den Jungadlern gewann er in den Jahren 2015 und 2016 jeweils die Meisterschaft der DNL. Zudem kam er einmal für Mannheims Kooperationspartner Heilbronner Falken in der DEL2 zu Einsatzminuten. In der Saison 2016/17, in der der Torhüter auch sein Debüt für die Adler Mannheim in der Deutschen Eishockey Liga (DEL) feierte, stand er – ausgestattet mit einer Förderlizenz – im Kader seines Ausbildungsvereins Kassel Huskies in der DEL2 und den Hannover Indians in der Oberliga. Im Spieljahr 2017/18 war Pantkowski hauptsächlich für die Huskies aktiv, wo er als Ersatzmann von Markus Keller fungierte und am Jahresende als Rookie des Jahres der DEL2 ausgezeichnet wurde. Mit Beginn der Saison 2018/19 hütete Pantkowski – weiterhin in Mannheim unter Vertrag stehend – das Tor der Heilbronner Falken in der DEL2. Dort stand er als Nummer 1 in 41 Spielen auf dem Eis. In der folgenden Spielzeit verlor er seine Position an die Neuverpflichtung Matthias Nemec.
Nach insgesamt sechs Jahren bei den Adler Mannheim verließ der Torwart den Verein im Sommer 2020, nachdem bereits im März desselben Jahres sein Wechsel zum DEL-Ligakonkurrenten Düsseldorfer EG publik gemacht worden war. In Düsseldorf bildete er in den folgenden beiden Spieljahren ein Torhüterduo mit dem jungen Hendrik Hane. Durch die Verpflichtung des norwegischen Nationaltorhüters Henrik Haukeland zog es Pantkowski im Mai 2022 zum rheinischen Ligarivalen Kölner Haie, wo er als Stammkraft zwischen den Pfosten inklusive der Playoffs zu 50 Einsätzen in der Saison 2022/23 kam. Zur Spielzeit 2023/24 verlor er seinen Platz im Tor an Neuzugang Tobias Ančička und gewann lediglich drei seiner 14 Saisoneinsätze. Auch in der Spielzeit 2024/25 kam Pantkowski nur 13-mal zum Einsatz. Mit den Haien wurde Pantkowski im Frühjahr 2025 Vizemeister. Der auslaufende Vertrag des Torwarts wurde anschließend nicht verlängert. Somit verließ Pantkowski die Haie nach drei Jahren. Im Juni 2025 gaben die Löwen Frankfurt bekannt, dass sie Mirko Pantkowski für die Spielzeit 2025/26 verpflichtet haben.

### International

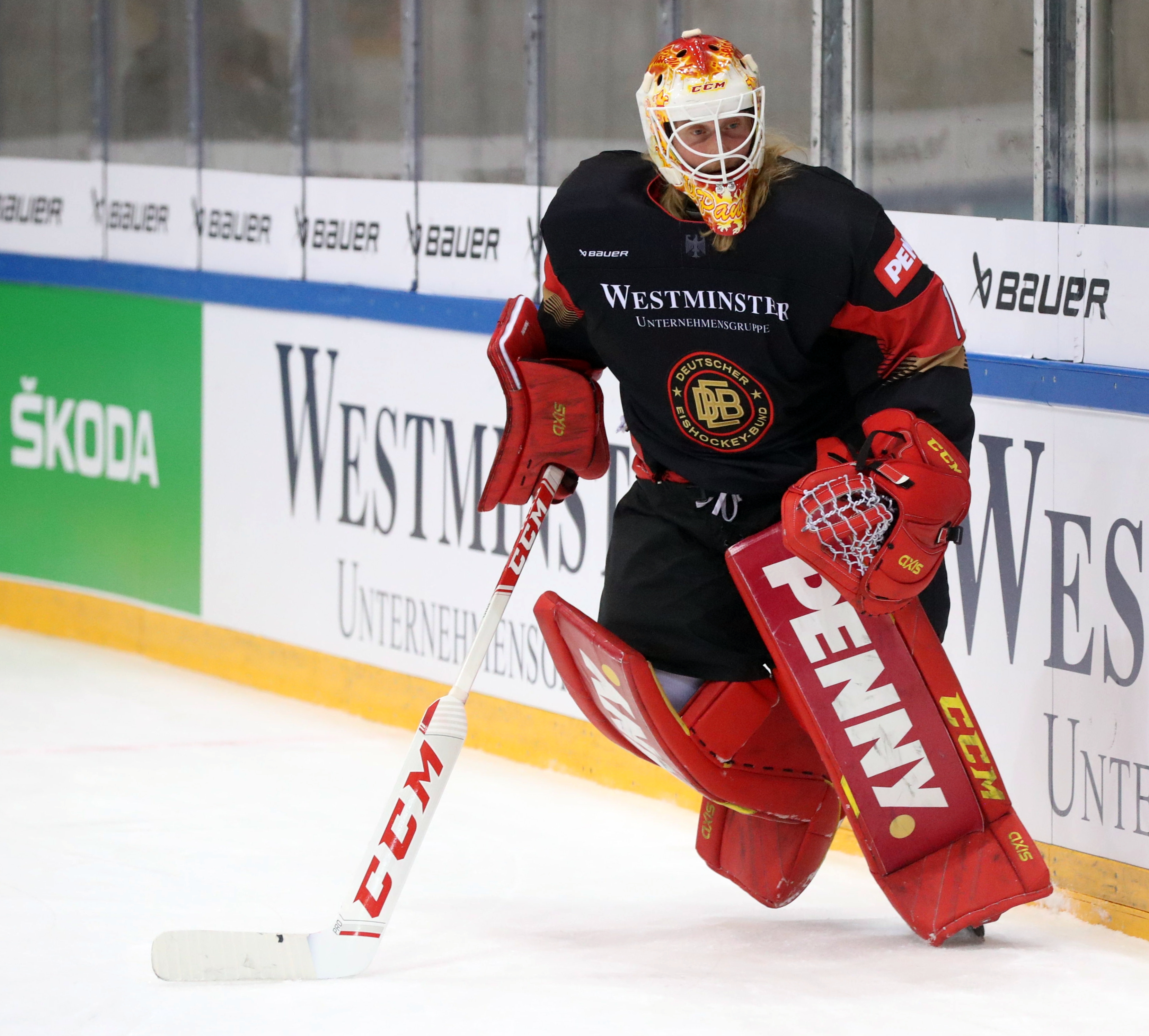
Pantkowski als Spieler der deutschen Nationalmannschaft (2022)

Auf internationaler Ebene kam Pantkowski bereits ab der Spielzeit 2013/14 für die Juniorennationalmannschaften des Deutschen Eishockey-Bundes zu Einsätzen. Sein erstes großes Turnier absolvierte der Torwart als Ersatzmann mit der U18-Junioren-Weltmeisterschaft 2015, als die deutsche U18-Mannschaft in die Division IA abstieg. Dort stand er im folgenden Jahr bei der U18-Junioren-Weltmeisterschaft 2016 auf dem Eis und wurde am Turnierende als bester Torhüter des Wettbewerbs ausgezeichnet. Die gleiche Auszeichnung erhielt Pantkowski auch bei den U20-Junioren-Weltmeisterschaft der Division IA in den Jahren 2017, als er den geringsten Gegentorschnitt aufwies, und 2018. Bei den drei Turnieren in der Division IA gelang den Mannschaften des DEB der Aufstieg in die Top-Division nicht.
Sein Debüt in der A-Nationalmannschaft gab Pantkowski im Februar 2019, als er von Bundestrainer Toni Söderholm zu zwei Testspielen gegen die Schweiz eingeladen wurde. Die DEB-Auswahl trat dabei ausschließlich mit U25-Spielern an. In der Folge wurde der Torwart immer wieder nominiert und bestritt schließlich den Deutschland Cup 2022. Dort kam er im Spiel gegen die Slowakei zu einem Shutout.

## Erfolge und Auszeichnungen
- 2015 DNL-Meister mit den Jungadler Mannheim
- 2016 DNL-Meister mit den Jungadler Mannheim
- 2018 DEL2-Rookie des Jahres
- 2025 Deutscher Vizemeister mit den Kölner Haien

### International
- 2016 Bester Torwart der U18-Junioren-Weltmeisterschaft der Division IA
- 2017 Bester Torwart der U20-Junioren-Weltmeisterschaft der Division IA
- 2017 Geringster Gegentorschnitt bei der U20-Junioren-Weltmeisterschaft der Division IA
- 2018 Bester Torwart der U20-Junioren-Weltmeisterschaft der Division IA

## Karrierestatistik
Stand: Ende der Saison 2024/25

### International
Vertrat Deutschland bei:
- U18-Junioren-Weltmeisterschaft 2015
- U18-Junioren-Weltmeisterschaft der Division IA 2016
- U20-Junioren-Weltmeisterschaft der Division IA 2017
- U20-Junioren-Weltmeisterschaft der Division IA 2018

(Legende zur Torhüterstatistik: GP oder Sp = Spiele insgesamt; W oder S = Siege; L oder N = Niederlagen; T oder U oder OT = Unentschieden oder Overtime- bzw. Shootout-Niederlage; Min. = Minuten; SOG oder SaT = Schüsse aufs Tor; GA oder GT = Gegentore; SO = Shutouts; GAA oder GTS = Gegentorschnitt; Sv% oder SVS% = Fangquote; EN = Empty Net Goal; 1 Play-downs/Relegation; Kursiv: Statistik nicht vollständig)